# Schisme national
Le Schisme national (en grec moderne : Εθνικός Διχασμός / Ethnikós Dichasmós) fut la rupture définitive entre les partisans du roi Constantin Ier de Grèce et ceux du Premier ministre Elefthérios Venizélos en 1916. Elle se matérialisa dans la création d'un second gouvernement, dit de Défense nationale, par Venizélos à Thessalonique.

## Contexte

### Antécédents: les Guerres balkaniques

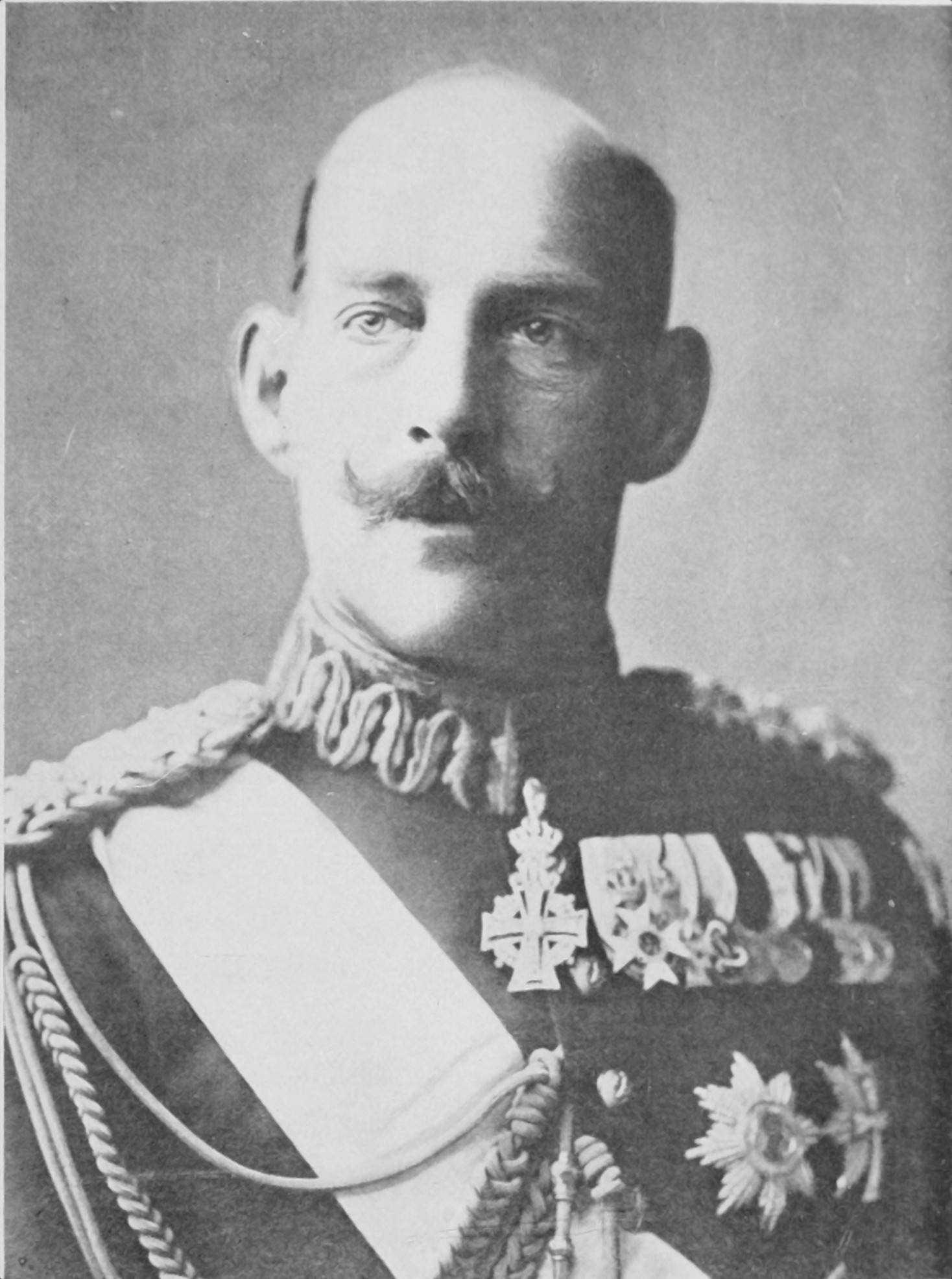
Le roi Constantin Ier de Grèce.

En 1914, le royaume de Grèce se remet à peine des deux guerres balkaniques (1912-1913 et 1913) auxquelles il a participé. De fait, le pays est certes ressorti vainqueur de ces conflits, ce qui lui a permis d’agrandir considérablement son territoire et de s’étendre en Macédoine, en Épire, en Égée et en Crète,, mais il a également été durement éprouvé par les combats. Lorsqu’éclate la Première Guerre mondiale, la situation économique de la Grèce est donc préoccupante et Athènes est à la recherche de soutiens financiers à l'étranger.
Les guerres balkaniques ont par ailleurs divisé la classe politique hellénique. Désireux de laver son honneur et de faire oublier le désastre de la guerre de Trente jours (1897), le diadoque puis roi Constantin s’est en effet davantage comporté en militaire qu’en chef d’État pendant les combats. Des frictions se sont donc produites entre Constantin et l’État-major d’une part et le Premier ministre Elefthérios Venizélos, d’autre part. Davantage soucieux de renforcer les frontières de la Grèce que d’humilier ses ennemis (Empire ottoman puis Bulgarie), l’homme politique a en effet obligé plus d’une fois l’Armée à se concentrer sur des objectifs stratégiques plutôt que militaires et Constantin a eu beaucoup de difficultés à l’admettre.

### Une neutralité difficile

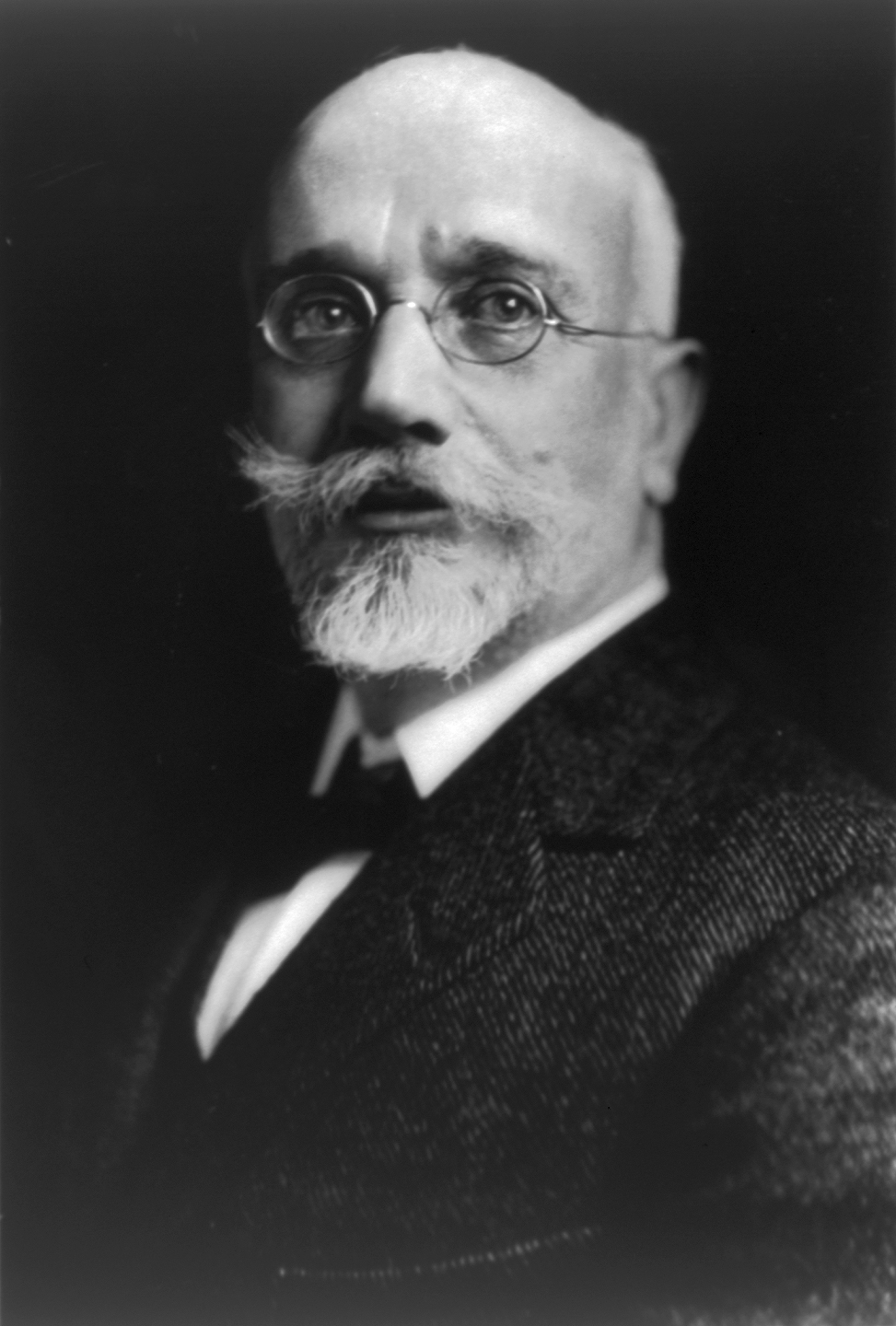
Le Premier ministre grec Elefthérios Venizélos.

Quand éclate la Première Guerre mondiale le 4 août 1914, Athènes proclame officiellement sa neutralité. Cependant, les grandes puissances essaient d'obtenir sa participation au conflit. Ainsi, dès la fin juillet, le Kaiser Guillaume envoie un télégramme à son beau-frère, le roi Constantin, pour lui demander quelle serait l’attitude de la Grèce en cas de guerre. Le souverain lui fait alors savoir qu’il n’a pas l’intention d’impliquer son pays dans un nouveau conflit. À cette réponse, l’empereur se fait menaçant et déclare que, si la Grèce refuse de s’allier à l’Allemagne, elle doit être traitée en ennemie par celle-ci. Le roi des Hellènes reste cependant ferme et maintient sa décision de ne pas intervenir.
Malgré tout, la Cour, et surtout le roi Constantin, qui a suivi une bonne partie de sa formation militaire en Allemagne et qui a épousé la princesse Sophie de Prusse, penche plutôt pour les puissances centrales. À l'inverse, le Premier ministre Elefthérios Venizélos préfère quant à lui l'Entente.
Dans un premier temps, la neutralité de la Grèce est cependant acceptée par les deux hommes, mais pour des raisons différentes. Venizélos ne souhaite pas engager son pays dans le premier conflit mondial tant qu'il n'a pas obtenu de l'Entente des garanties concernant la Bulgarie. Il veut, dans un premier temps, ne s'engager aux côtés de l'Entente que si la Bulgarie s'y engage aussi, ou au moins reste neutre. Il craint en effet les appétits territoriaux de la Bulgarie, et notamment les revendications du pays sur Thessalonique. Or, Sofia monnaie son adhésion à la Triple Alliance ou à l'Entente en fonction de ce qui lui est proposé en termes de gains territoriaux. Venizélos refuse de lui accorder des territoires grecs en Thrace (le problème de Kavala), même si l'Entente le lui demande, sans garanties très fortes que la Grèce obtiendrait la région de Smyrne en échange. L'homme politique est, par contre, prêt à céder des territoires serbes ou roumains à son voisin. De plus, comme pour les guerres balkaniques, Venizélos craint de déclarer la guerre à l'Empire ottoman. Il reste en effet soucieux du bien-être des très nombreuses populations grecques réparties dans cet empire,,.

## La rupture entre ConstantinIeret Venizélos

### La Grèce face à la bataille des Dardanelles

La péninsule de Gallipoli, siège de la bataille des Dardanelles.

Au début de l'année 1915, Venizélos aurait voulu que son pays participât à l'expédition des Dardanelles. Mais le roi Constantin et l'état-major s'y opposaient : ils préféraient que la Grèce intervînt seule et prît Gallipoli par surprise. Ainsi, elle serait en position de force pour s'emparer de Constantinople. De plus, l'état-major ne voulait pas dégarnir la frontière des troupes qui surveillaient la Bulgarie. Début mars, Venizélos proposa d'envoyer 35 000 hommes participer avec les alliés à la conquête de Constantinople. En fait, en plus de l'attitude royale, Venizélos devait compter sur les réticences de la France et de la Grande-Bretagne qui avaient promis Constantinople à la Russie. Le Premier ministre démissionna donc le 6 mars 1915.
Le désastre naval des Alliés le 18 mars porta un coup à sa popularité. On lui reprocha en effet d'avoir voulu entraîner la Grèce dans cette aventure. Au contraire, le roi fut loué pour sa clairvoyance. Absent, Venizélos continua cependant à peser sur la vie politique et diplomatique de son pays. L'Entente, après sa défaite, chercha à s'attacher la Grèce et lui proposa tout ce qu'avait demandé Venizélos l'année précédente. Mais le gouvernement fit traîner les négociations : les élections législatives prévues pour le 13 juin approchaient. Les vénizélistes étaient favoris, aussi était-il urgent d'attendre. Entre-temps, l'Entente signa avec l'Italie le Pacte de Londres dont les promesses contredisaient celles faites à la Grèce.

### Du débarquement allié à Thessalonique à la rupture

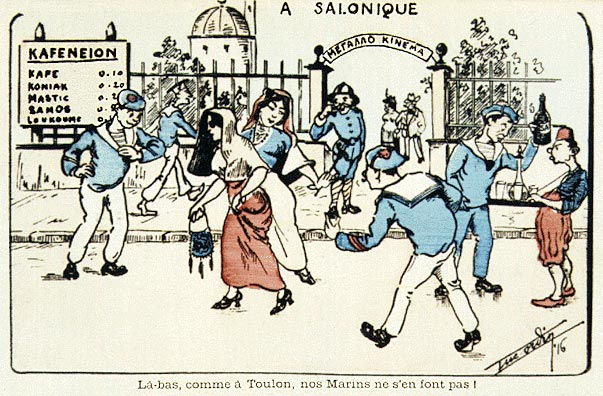
Caricature représentant les troupes françaises à Thessalonique.

Le 13 juin 1915, Venizélos remporta les élections législatives avec une majorité de 184 sur 317 députés. Il redevint Premier ministre le 16 août. À la suite de leur défaite aux Dardanelles, les forces alliées évacuèrent en octobre 1915 vers Thessalonique (ou Salonique), qui constituait une base logique pour aider la Serbie, attaquée par la Bulgarie, et à laquelle la Grèce était aussi alliée depuis les guerres balkaniques. Pour cette raison, elles obtinrent du Premier ministre Venizélos l'accord de débarquer le 3 octobre. Celui-ci justifia sa décision lors d'un long et houleux débat au Parlement hellénique le 4 octobre. Il insista sur la nécessité d'aider la Serbie, ce dont les 150 000 soldats franco-britanniques étaient, selon lui, plus capables que les soldats grecs. Il compara aussi la situation de cet automne 1915 avec celle d'avant le coup de Goudi de l'été 1909. Sa politique fut approuvée par la Chambre. Le lendemain, 5 octobre, le roi le convoqua cependant à Tatoï et lui signifia son renvoi. L'Entente, dont il était devenu l'homme en Grèce, se demanda alors si elle ne devait pas intervenir pour exiger son rappel.
La défaite des troupes françaises à Krivolak (27 octobre 1915) les empêcha de porter secours à la Serbie. Le 4 novembre 1915, Venizélos suscita un débat au Parlement hellénique. Il insista sur le fait que les Bulgares étaient entrés en guerre aux côtés des Allemands et des Autrichiens et que Thessalonique était menacée. Il réussit à faire tomber le gouvernement d'Aléxandros Zaïmis qui lui avait succédé, mais il ne fut pas rappelé pour former un nouveau gouvernement. Le débat avait aussi définitivement mis face à face les politiques du roi et de Venizélos, accentuant leur opposition. Le roi procéda alors à la dissolution de la Chambre. Aux élections législatives de décembre, le parti du roi obtint une très large majorité : Venizélos et ses partisans avaient refusé de prendre part au scrutin. L'affrontement sortit alors des voies démocratiques.

### L'Entente face à la Grèce

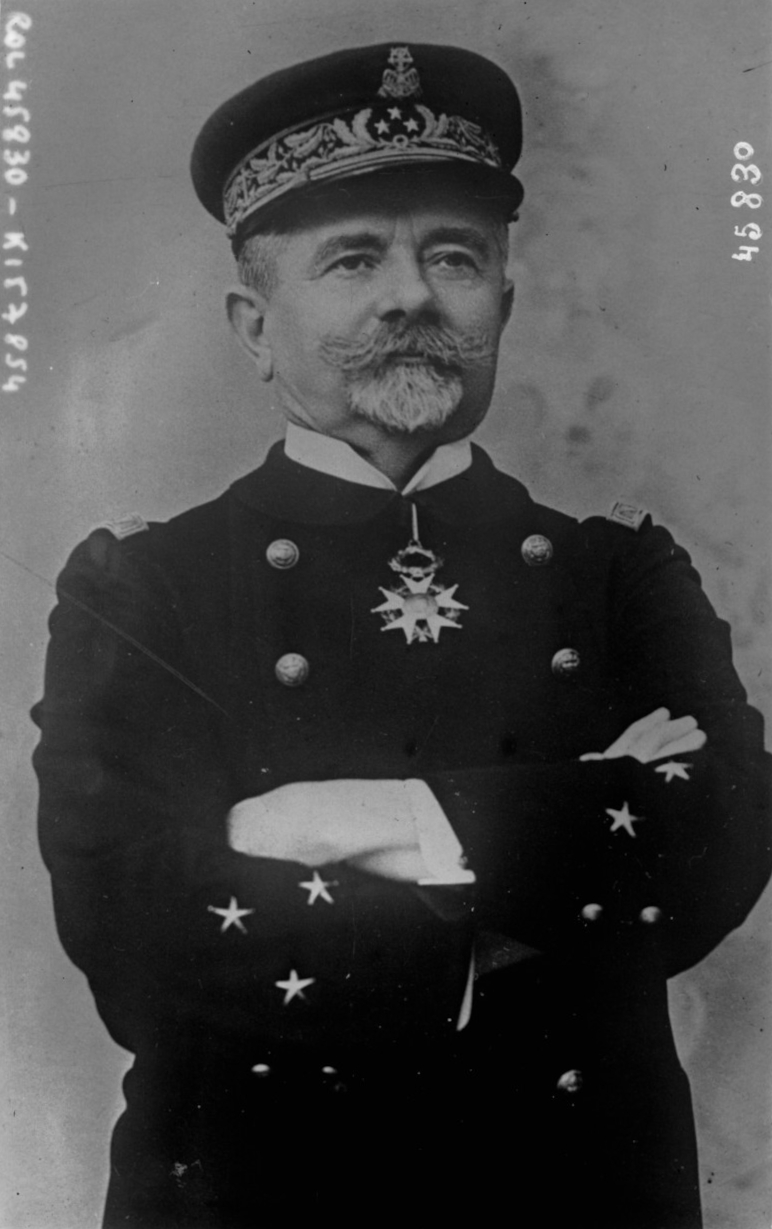
Le vice-amiral français Louis Dartige du Fournet en 1915.

Les diplomates français à Athènes mirent leurs moyens au service de Venizélos. Leur analyse était claire : le roi était pro-allemand ; sa neutralité était signe qu'il souhaitait la victoire de l'Allemagne ; l'armée d'Orient, coincée dans Thessalonique, ne pouvait ouvrir de réel deuxième front qui soulagerait le front en France au moment où se déroulait la bataille de Verdun ; Venizélos était pro-Entente ; il fallait donc le remettre au pouvoir en Grèce. L’Agence radio chargée de la propagande française vantait les mérites de Venizélos. On songea dès le 1er janvier 1916 à créer une République grecque provisoire gouvernée par Venizélos. Celui-ci était alors tellement populaire que, lors de la grande manifestation en son honneur le 3 janvier, il serra tellement de mains qu'il fallut lui bander la sienne le lendemain. Des « agents militaires français » à Athènes et Thessalonique envisagèrent alors une « opération chirurgicale » pour « retirer » le roi. Paris dut cependant compter sur les réticences russes et italiennes. De son côté, Venizélos affirma aux diplomates français que 80 % de la population et de l'armée grecque étaient avec lui. Il multiplia les manifestations (comme celle de la fête nationale le 25 mars) pour pousser le roi, soit à le rappeler, soit à abdiquer, à moins que l'Entente ne consentît enfin à déposer un roi pro-allemand. En attendant, il suggéra que Paris cessât de répondre positivement aux demandes d'emprunt du gouvernement qui, sans argent, finirait par tomber.
Le roi Constantin ne voulant pas des troupes de l'Entente sur son territoire, autorisa, en avril-mai 1916, les Bulgares à avancer en Thrace et à y occuper un certain nombre de places fortes pour menacer les alliés,. En réponse, Venizélos proposa, le 30 mai, de se rendre à Thessalonique où il soulèverait l'armée (il annonça qu'il contrôlait au moins cinq ou six régiments) ; convoquerait l'ancienne chambre (d'avant les élections de décembre 1915) et formerait un gouvernement provisoire. Aristide Briand donna son accord. La flotte de l'amiral Dartige du Fournet fut autorisée à se rendre à Athènes pour préparer ce pronunciamiento vénizéliste. La Grande-Bretagne, par la voix de George V, mais aussi la Russie et l'Italie, firent cependant savoir leur opposition au projet. La France se contenta d'envoyer une note demandant à la Grèce de démobiliser son armée et de procéder à de nouvelles élections. Cet ultimatum fut accepté. La rumeur courut alors que le roi allait faire arrêter Venizélos. La France mit donc à sa disposition un torpilleur pour lui permettre de quitter rapidement Athènes.

### L'impossible réconciliation

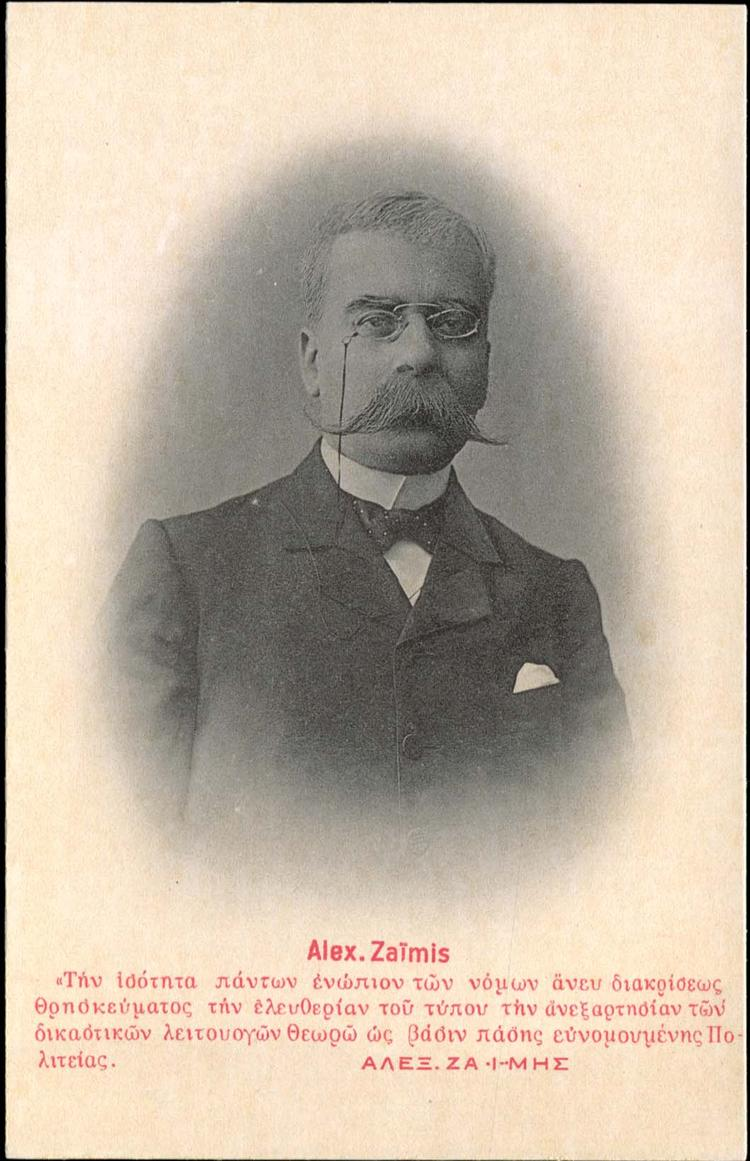
Le Premier ministre Alexandros Zaïmis.

Au mois de juillet, le Premier ministre Alexandros Zaïmis essaya de réconcilier le roi et Venizélos. Il essaya aussi de convaincre l'Entente d'attendre les élections de septembre, afin de ne pas pousser à la rupture définitive. Les princes Nicolas et André de Grèce furent envoyés faire la tournée des capitales de l'Entente. Ils furent poliment écoutés, mais la décision avait déjà été prise. L'Entente avait choisi Venizélos au détriment du roi, elle avait choisi la rupture.
Cette division toucha cruellement les Grecs. Le roi et Venizélos étaient alors les deux personnalités politiques préférées du pays. « C'est comme si vous me demandiez de choisir entre mon père et ma mère. » déclara un paysan grec interrogé par l'envoyé du gouvernement français à Thessalonique Denys Cochin. La campagne électorale fit monter la tension en août. Les partisans des deux camps s'opposèrent de plus en plus violemment dans les rues d'Athènes. Le 27 août, les vénizélistes y réunirent 50 000 personnes. Les royalistes répondirent avec une manifestation équivalente deux jours plus tard.

## L'installation de Venizélos à Thessalonique

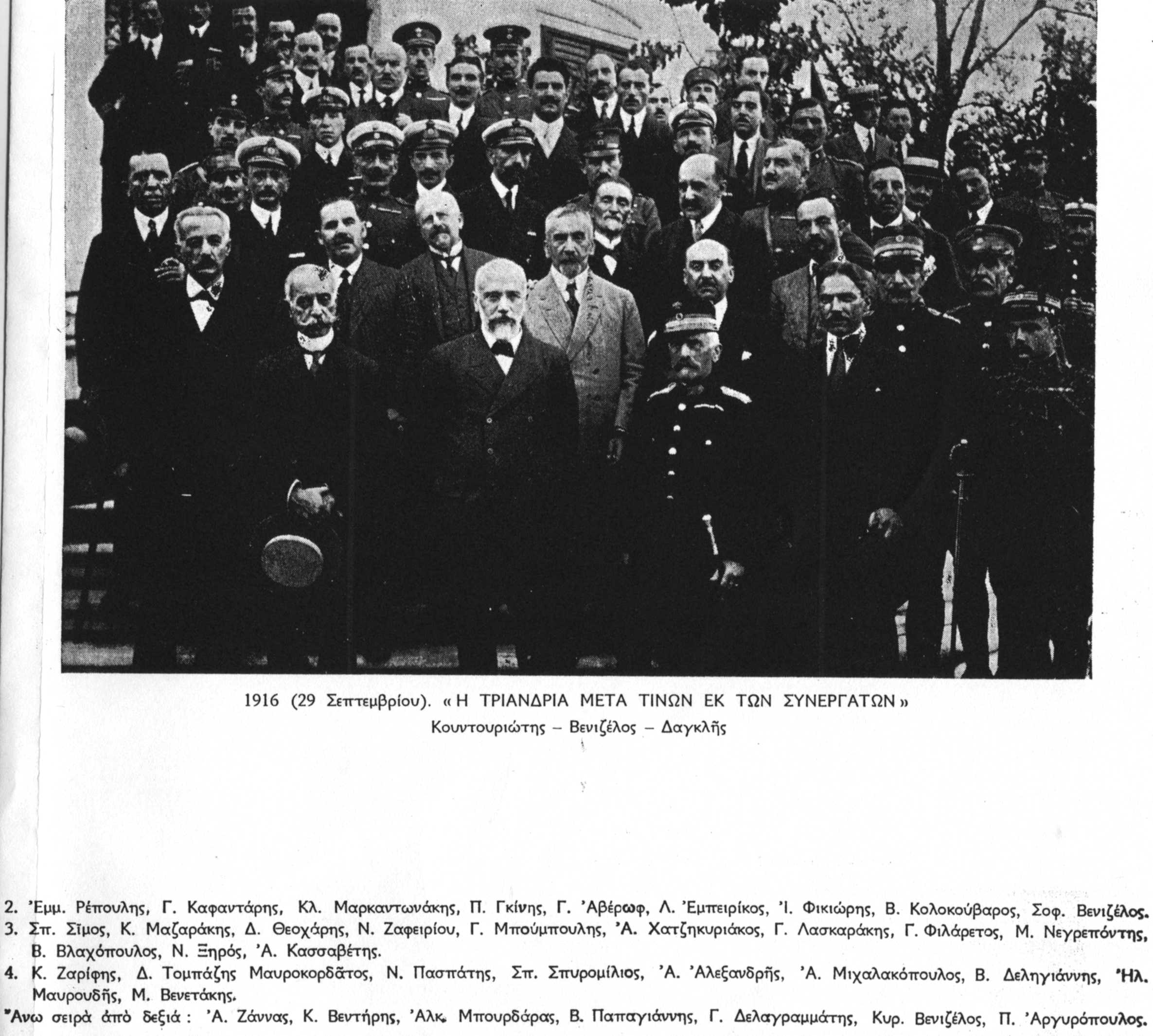
Le triumvirat avec ses partisans, le 29 septembre 1916 à Thessalonique.
1er rang : Koundouriotis - Venizélos - Danglís
2e rang : Emmanuel Repoulis, Georgios Kaphantaris, Kl. Markantonakis, Petros Guinis, Georges Averoff, Léonidas Embirikos, I. Fikioris, V. Kolokouvaros, Sophoklís Venizélos.
3e rang : Sp. Simos, Konstantinos Mazarakis, D. Theoharis, Nicolas Zafiriou, Georgios Bouboulis, Alexandros Hatzikyriakos, G. Laskarakis, Georgios Filaretos, Miltiadis Negrepontis, V. Vlahopoulos, N. Ksiros, A. Cassavetes.
4e rang : K. Zafiris, D. Tombazis-Mavrocordatos, N. Paspatis, Spyros Spyromilios, Apostolos Alexandris, Andréas Michalakópoulos,, Il. Mavroudis, M. Venetakis.
Rangs supérieurs, à partir de la droite : Alexandros Zannas, Konstantinos Ventiris, Alkiviadis Bourdaras, V. Papayiannis, G. Delagrammatis, Kyriakos Vénizélos, Périclès Argyropoulos.

La présence franco-britannique dans Thessalonique, l'évolution du conflit et l'entrée en guerre de la Roumanie poussèrent un certain nombre d'habitants de Thessalonique et des officiers grecs à se ranger du côté de l'Entente. Un « Comité de Défense nationale » fut créé le 31 août (17 août julien) 1916 et immédiatement reçu (et donc reconnu) par le commandant en chef des forces franco-britanniques, le général Sarrail. Elefthérios Venizélos quitta Athènes dans la nuit du 24 septembre, avec l'aide des ambassades française et britannique, à bord de l’Hesperia, pour la Crète. Certains de ses partisans partirent directement pour Thessalonique. En Crète, il publia une proclamation nationaliste à « l'hellénisme entier » lui demandant de prendre en main ses propres destinées et de « sauver ce qui pouvait être sauvé » en coopérant avec l'Entente pour que « non seulement l'Europe soit délivrée de l'hégémonie allemande, mais aussi les Balkans des prétentions à la suprématie bulgares ».

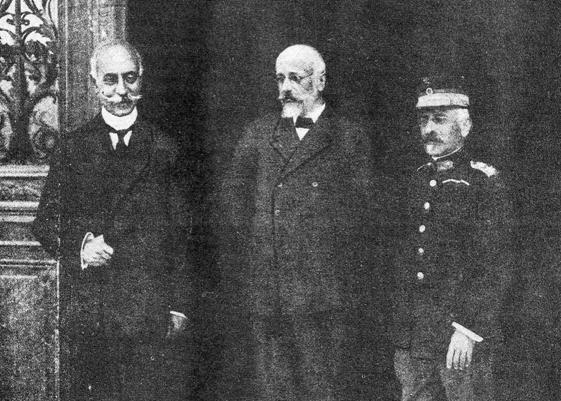
L'amiral Koundouriotis, Venizelos et le général Danglis, triumvir du Comité de Défense nationale.

Il rejoignit ensuite Thessalonique le 9 octobre (26 septembre julien) et entra dans le « Comité de Défense nationale » transformé en « Gouvernement de défense nationale » qu'il dirigea avec l'amiral Koundouriotis et le général Danglís. Ce gouvernement ne fut cependant pas reconnu officiellement par l'Entente : la Russie et l'Italie s'y opposèrent alors que la France l'aurait voulu. Il fut alors diplomatiquement considéré comme un « gouvernement de fait », ce qui irrita Venizélos.
La Grèce était alors coupée en trois par l'« Ethnikos Dikhasmos » : au sud la zone dépendant du gouvernement royal avec pour capitale Athènes ; au nord, celle du gouvernement provisoire (Thessalie et Épire), avec pour capitale Thessalonique et, entre les deux, une zone neutre contrôlée par les forces alliées pour éviter la guerre civile qui menaçait, comme le montrèrent les événements de décembre 1916.

## Les «Vêpres grecques» (décembre 1916)

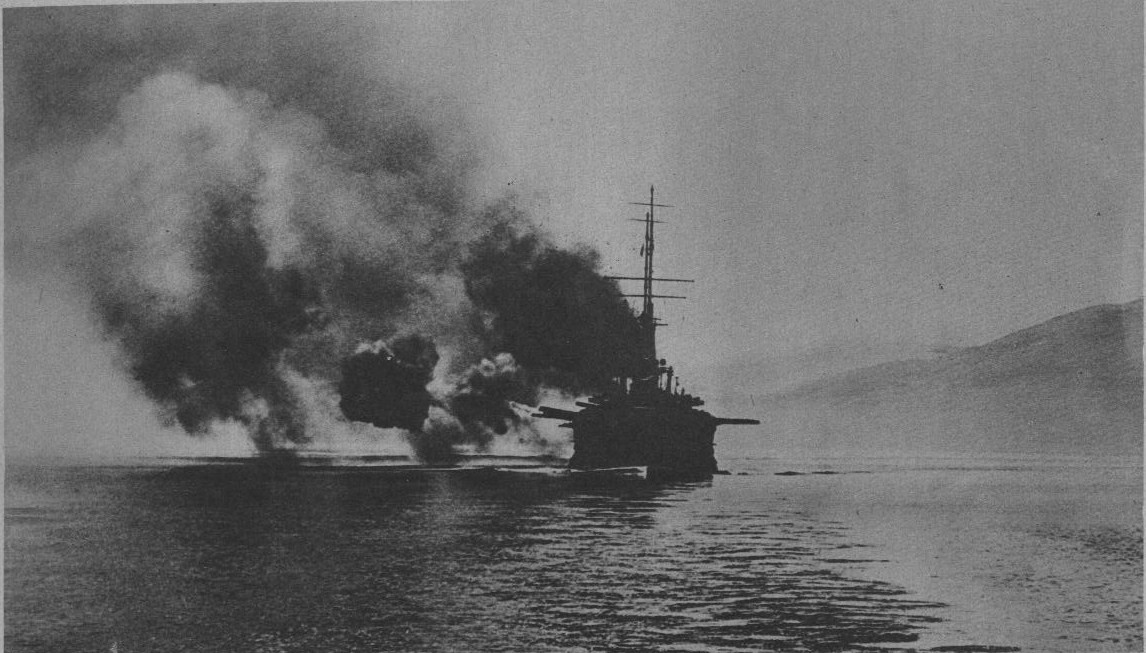
Le cuirassé français Mirabeau bombardant Athènes, le 1er décembre 1916.

Une flotte franco-britannique, commandée par l'amiral Dartige du Fournet, occupa en effet la baie de Salamine pour faire pression sur le gouvernement royaliste à Athènes, à qui divers ultimatums successifs, concernant principalement le désarmement de l'armée grecque, avaient été envoyés. Le 1er décembre 1916, le roi Constantin sembla céder aux exigences de l'amiral français, et les troupes débarquèrent pour s'emparer des pièces d'artillerie demandées. Mais l'armée, fidèle à Constantin, s'était secrètement mobilisée, et avait fortifié Athènes. Les Français furent donc accueillis par un feu nourri. L'amiral Dartige dut se réfugier au Zappéion, et ne put s'enfuir qu'à la faveur de la nuit. Le massacre des soldats français fut surnommé par la presse les « Vêpres grecques », en référence aux « Vêpres siciliennes » de 1282,. Le roi félicita son ministre de la guerre et ses troupes. Les anti-vénizélistes s'attaquèrent alors très violemment à leurs adversaires politiques. Ce fut le premier épisode de la « guerre civile » qui opposa partisans et adversaires de Venizélos.

## Le Gouvernement de la défense nationale
Venizélos mit sur pied une armée grecque pouvant se ranger aux côtés des alliés et déclara la guerre à l'Allemagne et à la Bulgarie le 24 novembre 1916. Au lendemain des événements d'Athènes, il demanda à nouveau que son gouvernement fût reconnu formellement par les alliés. Royaume-Uni, Russie et Italie s'y refusaient toujours, mais envoyèrent des représentants à Thessalonique.

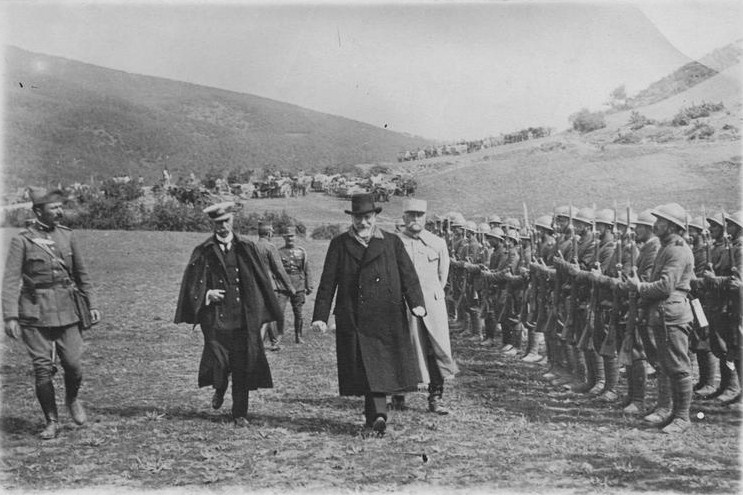
Venizelos inspectant les troupes grecques sur le front macédonien en compagnie de l'amiral Koundouriotis et du général Sarrail.

Le développement du conflit finit par servir Venizélos. Au printemps 1917, l'Entente s'attendait à une attaque allemande dans les Balkans, pour soutenir son allié bulgare. Or, la Grande-Bretagne désirait retirer ses troupes de Thessalonique pour les utiliser en Palestine. L'Italie désirait faire de même pour mieux occuper l'Épire du Nord. La seule solution, sur le front d'Orient, serait alors de remplacer les troupes partantes par des troupes grecques, mais il fallait pour cela reconnaître le Gouvernement de Défense nationale. En mai, Charles Jonnart fut alors nommé Haut-Commissaire des alliés à Athènes, avec pour première mission de recréer l'unité nationale grecque. L'agitation monta dans la capitale. Les partisans du roi promettaient des émeutes plus graves que celles de décembre si on leur imposait Venizélos. Mais, de Thessalonique, celui-ci bombardait les alliés de télégrammes les poussant à agir le plus vite possible. Début juin, il devint évident qu'il n'était plus possible de réconcilier le roi et Venizélos. Il fut donc décidé de déposer le roi et de demander à Venizélos qui mettre sur le trône à sa place.

## Fin du schisme

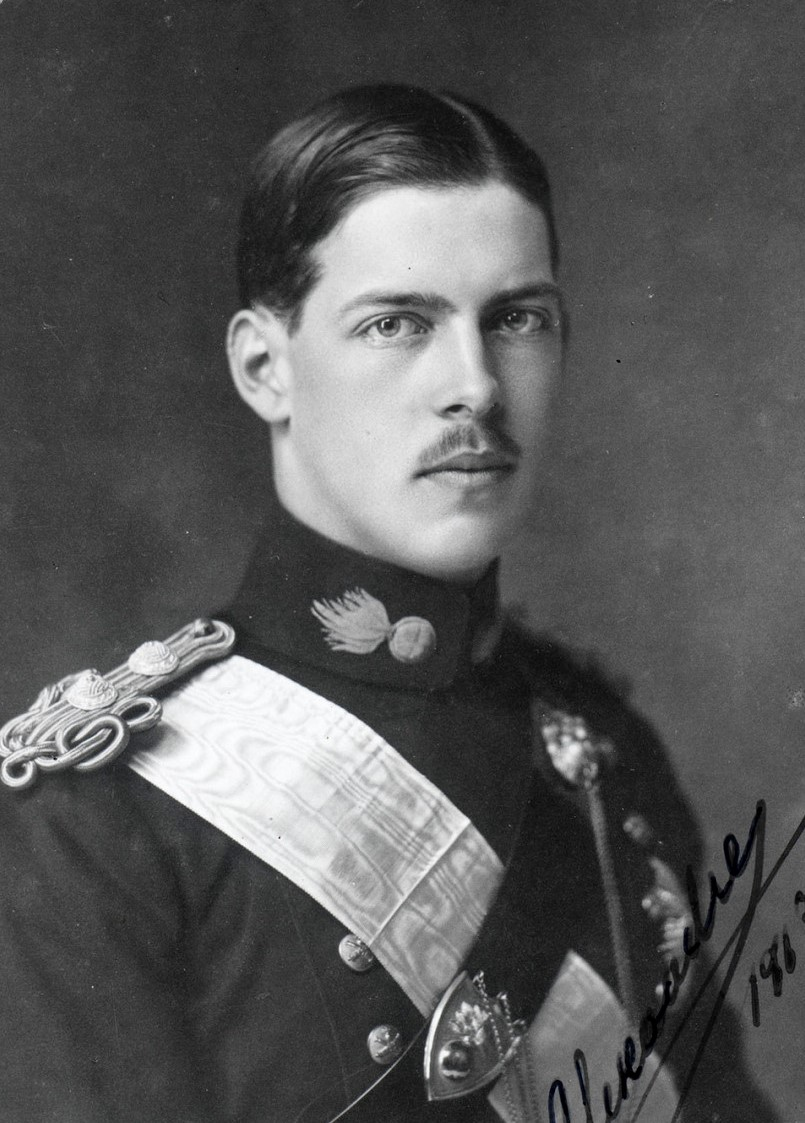
Le roi Alexandre Ier de Grèce, fils et successeur de Constantin.

Le 11 juin, Charles Jonnart remit au Premier ministre grec Aléxandros Zaïmis la note des alliés demandant l'abdication de Constantin Ier. Le conseil de la couronne suggéra alors au roi de ne pas obtempérer. Mais, comme Constantin Ier le dit lui-même, « fidèle à sa politique de neutralité », il accepta de quitter le pays, en compagnie du diadoque Georges et de laisser le trône à son second fils Alexandre.
Le 21 juin, Venizélos débarqua au Pirée. Le gouvernement Aléxandros Zaïmis, royaliste, démissionna et, le 26 juin, appelé par le jeune roi, Venizélos forma un nouveau gouvernement. En fait, c'est celui de Thessalonique qui s'installait à Athènes,.